# ヘンリー・サマセット (第2代ボーフォート公爵)

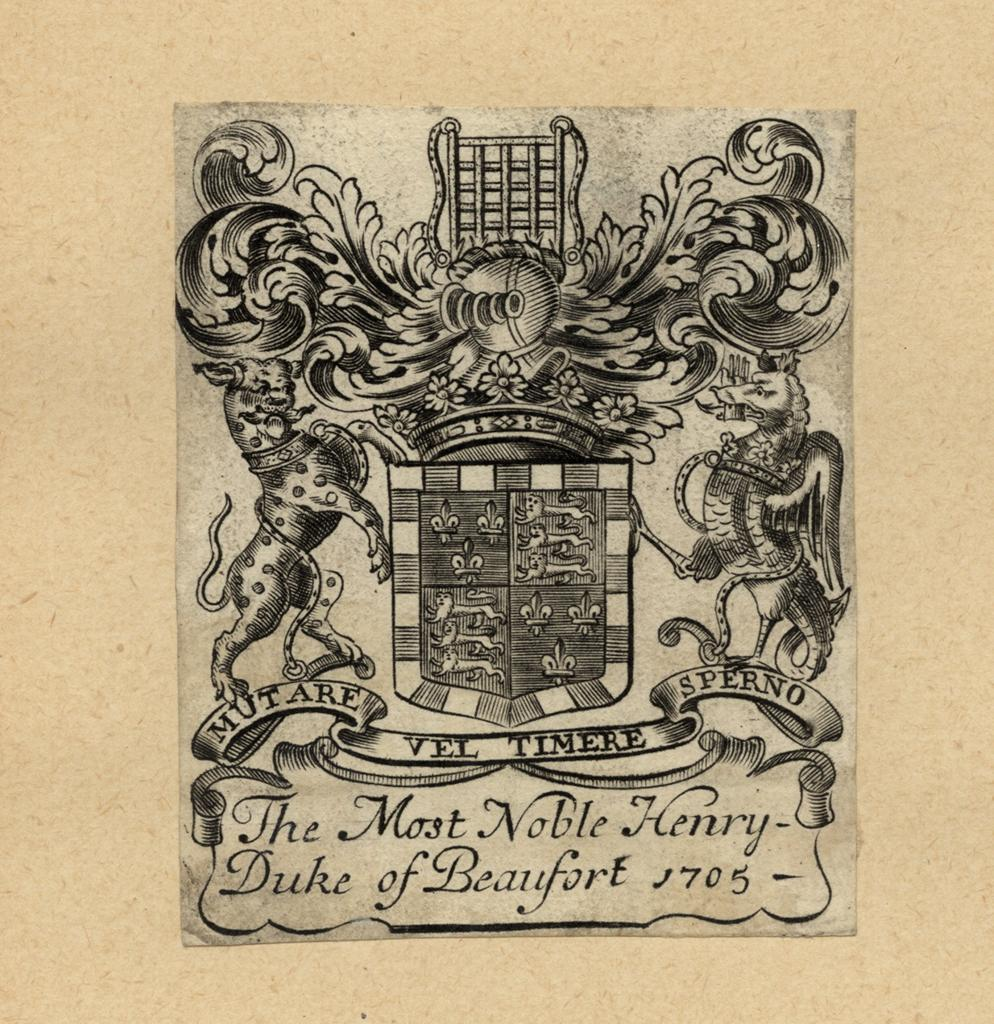
第2代ボーフォート公爵の蔵書票

第2代ボーフォート公爵ヘンリー・サマセット（英語: Henry Somerset, 2nd Duke of Beaufort KG PC、1684年4月2日 – 1714年5月24日）は、イギリスの貴族、政治家。トーリー党に属する。1698年までグラモーガン伯爵の儀礼称号を、1698年から1700年1月21日までウスター侯爵の儀礼称号を使用した。

## 生涯
ウスター侯爵チャールズ・サマセット（1660年12月 – 1698年7月13日）と妻レベッカ（Rebecca、1665年/1666年 – 1712年7月17日、旧姓チャイルド（Child）、初代ティルニー伯爵リチャード・チャイルドの娘）の息子として、1684年4月2日にモンマス城にて生まれた。1698年に父が死去、さらに1700年1月21日に祖父が死去すると、ボーフォート公爵位を継承した。1702年8月29日にバドミントンでアン女王とジョージ・オブ・デンマーク夫婦を歓待した。1706年4月26日、オックスフォード大学よりD.C.L.の学位を授与された。
父と同じく熱烈なトーリー党員であり、ホイッグ党政権期に一時政治から離れたが、1710年に南部担当国務大臣サンダーランド伯爵らジャントーが失脚すると、アン女王に「ようやく女王陛下を実質的にもそう呼べるようになった」と述べて喜んだという。1711年2月21日、ジョナサン・スウィフトの反対を受けたものの「ブラザーズ・クラブ」 (Brothers' Club) への入会が承認された。1710年9月15日にハンプシャー統監に任命され、同年12月13日に枢密顧問官に任命された。1712年1月13日には恩給紳士隊隊長に任命され（1714年に死去するまで在任）、同年3月6日にグロスタシャー統監に任命され、10月25日にガーター勲章を授与された。
1714年5月24日にバドミントンで死去し、同地で埋葬された。長男ヘンリーが爵位を継承した。

## 家族
1702年7月7日、メアリー・サックヴィル（Mary Sackville、1683年4月24日 – 1705年6月18日、第6代ドーセット伯爵チャールズ・サックヴィルの娘）と結婚したが、2人の間に子供はおらず、メアリーは1705年に産褥死した。
1706年2月26日、レイチェル・ノエル（Rachel Noel、1709年9月13日没、第2代ゲインズバラ伯爵リズリー・ノエルの娘）と再婚し、2男をもうけた。しかし、レイチェルも1709年に次男を出産した後に産褥死した。
- ヘンリー（1707年3月26日 – 1745年2月24日） - 第3代ボーフォート公爵[2]
- チャールズ・ノエル（1709年9月12日 – 1756年10月28日） - 第4代ボーフォート公爵[2]

1711年9月14日、メアリー・オズボーン（Mary Osborne、1688年8月14日 – 1722年2月4日、第2代リーズ公爵ペレグリン・オズボーンの娘）と再婚したが、2人の間に子供はいなかった。ボーフォート公爵の死後、メアリーは1715年に第4代ダンドナルド伯爵ジョン・コクランと再婚した。